# Gadirtha brisbanensis
Gadirtha brisbanensis är en fjärilsart som beskrevs av Embrik Strand 1917. Gadirtha brisbanensis ingår i släktet Gadirtha och familjen trågspinnare. Inga underarter finns listade i Catalogue of Life.